# 各年のカナダの一覧

カナダの国旗

各年のカナダの一覧（かくねんのカナダのいちらん）は、カナダの各年ごとの記事の一覧。この一覧ではカナダの各年ごとの記事の他、各世紀と各年代、カナダの各分野における各年ごとの記事についても取り扱う。

## 一覧
- Prehistory to 1st century BC in Canada（英語版）
- 1st millennium in Canada（英語版）
- 11世紀のカナダ（英語版）
- 15世紀のカナダ（英語版）
- 16世紀のカナダ（英語版）

17世紀
1600年代のカナダ 1610年代のカナダ 1620年代のカナダ 1630年代のカナダ 1640年代のカナダ
1650年代のカナダ 1660年代のカナダ 1670年代のカナダ 1680年代のカナダ 1690年代のカナダ
- 1700年代
  - 1700年のカナダ（英語版）

### 18世紀
- 1700年代
  - 1701年のカナダ（英語版） 1702年のカナダ（英語版） 1703年のカナダ（英語版） 1704年のカナダ（英語版）
  - 1705年のカナダ（英語版） 1706年のカナダ（英語版） 1707年のカナダ（英語版） 1708年のカナダ（英語版） 1709年のカナダ（英語版）
- 1710年代
  - 1710年のカナダ（英語版） 1711年のカナダ（英語版） 1712年のカナダ（英語版） 1713年のカナダ（英語版） 1714年のカナダ（英語版）
  - 1715年のカナダ（英語版） 1716年のカナダ（英語版） 1717年のカナダ（英語版） 1718年のカナダ（英語版） 1719年のカナダ（英語版）
- 1720年代
  - 1720年のカナダ（英語版） 1721年のカナダ（英語版） 1722年のカナダ（英語版） 1723年のカナダ（英語版） 1724年のカナダ（英語版）
  - 1725年のカナダ（英語版） 1726年のカナダ（英語版） 1727年のカナダ（英語版） 1728年のカナダ（英語版） 1729年のカナダ（英語版）
- 1730年代
  - 1730年のカナダ（英語版） 1731年のカナダ（英語版） 1732年のカナダ（英語版） 1733年のカナダ（英語版） 1734年のカナダ（英語版）
  - 1735年のカナダ（英語版） 1736年のカナダ（英語版） 1737年のカナダ（英語版） 1738年のカナダ（英語版） 1739年のカナダ（英語版）
- 1740年代
  - 1740年のカナダ（英語版） 1741年のカナダ（英語版） 1742年のカナダ（英語版） 1743年のカナダ（英語版） 1744年のカナダ（英語版）
  - 1745年のカナダ（英語版） 1746年のカナダ（英語版） 1747年のカナダ（英語版） 1748年のカナダ（英語版） 1749年のカナダ（英語版）
- 1750年代
  - 1750年のカナダ（英語版） 1751年のカナダ（英語版） 1752年のカナダ（英語版） 1753年のカナダ（英語版） 1754年のカナダ（英語版）
  - 1755年のカナダ（英語版） 1756年のカナダ（英語版） 1757年のカナダ（英語版） 1758年のカナダ（英語版） 1759年のカナダ（英語版）
- 1760年代
  - 1760年のカナダ（英語版） 1761年のカナダ（英語版） 1762年のカナダ（英語版） 1763年のカナダ（英語版） 1764年のカナダ（英語版）
  - 1765年のカナダ（英語版） 1766年のカナダ（英語版） 1767年のカナダ（英語版） 1768年のカナダ（英語版） 1769年のカナダ（英語版）
- 1770年代
  - 1770年のカナダ（英語版） 1771年のカナダ（英語版） 1772年のカナダ（英語版） 1773年のカナダ（英語版） 1774年のカナダ（英語版）
  - 1775年のカナダ（英語版） 1776年のカナダ（英語版） 1777年のカナダ（英語版） 1778年のカナダ（英語版） 1779年のカナダ（英語版）
- 1780年代
  - 1780年のカナダ（英語版） 1781年のカナダ（英語版） 1782年のカナダ（英語版） 1783年のカナダ（英語版） 1784年のカナダ（英語版）
  - 1785年のカナダ（英語版） 1786年のカナダ（英語版） 1787年のカナダ（英語版） 1788年のカナダ（英語版） 1789年のカナダ（英語版）
- 1790年代
  - 1790年のカナダ（英語版） 1791年のカナダ（英語版） 1792年のカナダ（英語版） 1793年のカナダ（英語版） 1794年のカナダ（英語版）
  - 1795年のカナダ（英語版） 1796年のカナダ（英語版） 1797年のカナダ（英語版） 1798年のカナダ（英語版） 1799年のカナダ（英語版）
- 1800年代
  - 1800年のカナダ（英語版）

### 19世紀
- 1800年代
  - 1801年のカナダ（英語版） 1802年のカナダ（英語版） 1803年のカナダ（英語版） 1804年のカナダ（英語版）
  - 1805年のカナダ（英語版） 1806年のカナダ（英語版） 1807年のカナダ（英語版） 1808年のカナダ（英語版） 1809年のカナダ（英語版）
- 1810年代
  - 1810年のカナダ（英語版） 1811年のカナダ（英語版） 1812年のカナダ（英語版） 1813年のカナダ（英語版） 1814年のカナダ（英語版）
  - 1815年のカナダ（英語版） 1816年のカナダ（英語版） 1817年のカナダ（英語版） 1818年のカナダ（英語版） 1819年のカナダ（英語版）
- 1820年代
  - 1820年のカナダ（英語版） 1821年のカナダ（英語版） 1822年のカナダ（英語版） 1823年のカナダ（英語版） 1824年のカナダ（英語版）
  - 1825年のカナダ（英語版） 1826年のカナダ（英語版） 1827年のカナダ（英語版） 1828年のカナダ（英語版） 1829年のカナダ（英語版）
- 1830年代
  - 1830年のカナダ（英語版） 1831年のカナダ（英語版） 1832年のカナダ（英語版） 1833年のカナダ（英語版） 1834年のカナダ（英語版）
  - 1835年のカナダ（英語版） 1836年のカナダ（英語版） 1837年のカナダ（英語版） 1838年のカナダ（英語版） 1839年のカナダ（英語版）
- 1840年代
  - 1840年のカナダ（英語版） 1841年のカナダ（英語版） 1842年のカナダ（英語版） 1843年のカナダ（英語版） 1844年のカナダ（英語版）
  - 1845年のカナダ（英語版） 1846年のカナダ（英語版） 1847年のカナダ（英語版） 1848年のカナダ（英語版） 1849年のカナダ（英語版）
- 1850年代
  - 1850年のカナダ（英語版） 1851年のカナダ（英語版） 1852年のカナダ（英語版） 1853年のカナダ（英語版） 1854年のカナダ（英語版）
  - 1855年のカナダ（英語版） 1856年のカナダ（英語版） 1857年のカナダ（英語版） 1858年のカナダ（英語版） 1859年のカナダ（英語版）
- 1860年代
  - 1860年のカナダ（英語版） 1861年のカナダ（英語版） 1862年のカナダ（英語版） 1863年のカナダ（英語版） 1864年のカナダ（英語版）
  - 1865年のカナダ（英語版） 1866年のカナダ（英語版） 1867年のカナダ（英語版） 1868年のカナダ（英語版） 1869年のカナダ（英語版）
- 1870年代
  - 1870年のカナダ（英語版） 1871年のカナダ（英語版） 1872年のカナダ（英語版） 1873年のカナダ（英語版） 1874年のカナダ（英語版）
  - 1875年のカナダ（英語版） 1876年のカナダ（英語版） 1877年のカナダ（英語版） 1878年のカナダ（英語版） 1879年のカナダ（英語版）
- 1880年代
  - 1880年のカナダ（英語版） 1881年のカナダ（英語版） 1882年のカナダ（英語版） 1883年のカナダ（英語版） 1884年のカナダ（英語版）
  - 1885年のカナダ（英語版） 1886年のカナダ（英語版） 1887年のカナダ（英語版） 1888年のカナダ（英語版） 1889年のカナダ（英語版）
- 1890年代
  - 1890年のカナダ（英語版） 1891年のカナダ（英語版） 1892年のカナダ（英語版） 1893年のカナダ（英語版） 1894年のカナダ（英語版）
  - 1895年のカナダ（英語版） 1896年のカナダ（英語版） 1897年のカナダ（英語版） 1898年のカナダ（英語版） 1899年のカナダ（英語版）
- 1900年代
  - 1900年のカナダ（英語版）

### 20世紀
- 1900年代
  - 1901年のカナダ（英語版） 1902年のカナダ（英語版） 1903年のカナダ（英語版） 1904年のカナダ（英語版）
  - 1905年のカナダ（英語版） 1906年のカナダ（英語版） 1907年のカナダ（英語版） 1908年のカナダ（英語版） 1909年のカナダ（英語版）
- 1910年代
  - 1910年のカナダ（英語版） 1911年のカナダ（英語版） 1912年のカナダ（英語版） 1913年のカナダ（英語版） 1914年のカナダ（英語版）
  - 1915年のカナダ（英語版） 1916年のカナダ（英語版） 1917年のカナダ（英語版） 1918年のカナダ（英語版） 1919年のカナダ（英語版）
- 1920年代
  - 1920年のカナダ（英語版） 1921年のカナダ（英語版） 1922年のカナダ（英語版） 1923年のカナダ（英語版） 1924年のカナダ（英語版）
  - 1925年のカナダ（英語版） 1926年のカナダ（英語版） 1927年のカナダ（英語版） 1928年のカナダ（英語版） 1929年のカナダ（英語版）
- 1930年代
  - 1930年のカナダ（英語版） 1931年のカナダ（英語版） 1932年のカナダ（英語版） 1933年のカナダ（英語版） 1934年のカナダ（英語版）
  - 1935年のカナダ（英語版） 1936年のカナダ（英語版） 1937年のカナダ（英語版） 1938年のカナダ（英語版） 1939年のカナダ（英語版）
- 1940年代
  - 1940年のカナダ（英語版） 1941年のカナダ（英語版） 1942年のカナダ（英語版） 1943年のカナダ（英語版） 1944年のカナダ（英語版）
  - 1945年のカナダ（英語版） 1946年のカナダ（英語版） 1947年のカナダ（英語版） 1948年のカナダ（英語版） 1949年のカナダ（英語版）
- 1950年代
  - 1950年のカナダ（英語版） 1951年のカナダ（英語版） 1952年のカナダ（英語版） 1953年のカナダ（英語版） 1954年のカナダ（英語版）
  - 1955年のカナダ（英語版） 1956年のカナダ（英語版） 1957年のカナダ（英語版） 1958年のカナダ（英語版） 1959年のカナダ（英語版）
- 1960年代
  - 1960年のカナダ（英語版） 1961年のカナダ（英語版） 1962年のカナダ（英語版） 1963年のカナダ（英語版） 1964年のカナダ（英語版）
  - 1965年のカナダ（英語版） 1966年のカナダ（英語版） 1967年のカナダ（英語版） 1968年のカナダ（英語版） 1969年のカナダ（英語版）
- 1970年代
  - 1970年のカナダ（英語版） 1971年のカナダ（英語版） 1972年のカナダ（英語版） 1973年のカナダ（英語版） 1974年のカナダ（英語版）
  - 1975年のカナダ（英語版） 1976年のカナダ（英語版） 1977年のカナダ（英語版） 1978年のカナダ（英語版） 1979年のカナダ（英語版）
- 1980年代
  - 1980年のカナダ（英語版） 1981年のカナダ（英語版） 1982年のカナダ（英語版） 1983年のカナダ（英語版） 1984年のカナダ（英語版）
  - 1985年のカナダ（英語版） 1986年のカナダ（英語版） 1987年のカナダ（英語版） 1988年のカナダ（英語版） 1989年のカナダ（英語版）
- 1990年代
  - 1990年のカナダ（英語版） 1991年のカナダ（英語版） 1992年のカナダ（英語版） 1993年のカナダ（英語版） 1994年のカナダ（英語版）
  - 1995年のカナダ（英語版） 1996年のカナダ（英語版） 1997年のカナダ（英語版） 1998年のカナダ（英語版） 1999年のカナダ（英語版）
- 2000年代
  - 2000年のカナダ（英語版）

### 21世紀
- 2000年代
  - 2001年のカナダ（英語版） 2002年のカナダ（英語版） 2003年のカナダ（英語版） 2004年のカナダ（英語版）
  - 2005年のカナダ（英語版） 2006年のカナダ（英語版） 2007年のカナダ（英語版） 2008年のカナダ（英語版） 2009年
- 2010年代
  - 2010年のカナダ（英語版） 2011年のカナダ（英語版） 2012年のカナダ（英語版） 2013年のカナダ（英語版） 2014年のカナダ（英語版）
  - 2015年 2016年 2017年 2018年 2019年
- 2020年代 : 2020年 2021年 2022年 2023年 2024年 2025年 2026年 2027年 2028年 2029年

## 文化と芸術

### テレビ放送
- List of years in Canadian television（英語版）

### 映画
- List of Canadian films（英語版）